# 紅星
紅色五角星（★）通常是对共產主義和社會主義的象征性标志。紅色五角星是一個整体紅色、沒有內接五角形的五角星。

紅色五角星

## 起源
紅色五角星的起源最早可追溯到俄國內戰，設計者不明。
有關紅色五角星的起源最普遍的說法是當時俄國軍官為了區分莫斯科的駐軍和從德國和奧地利前線回到俄國的士兵，就要每一個駐軍的士兵在帽子上戴上一顆五角星。
後來這些部隊加入了蘇聯紅軍，於是就把五角星塗上了代表社會主義的紅色，這就是紅色五角星的起源。

另一個說法是指紅色五角星起源列夫·托洛茨基和克雷连科的相遇，當時克雷连科戴著一個象徵世界語的綠色五角星。當托洛茨基得知綠色五角星的五隻角分別代表著五大洲，便產生了以紅色五角星作為共產主義的標誌的念頭。

## 使用
跟鎚子與鐮刀一樣，紅色五角星廣泛被各個社會主義或共產主義的國家和組織所使用作為標誌。

### 國家
紅色五角星經常出現在社会主義國家的國旗和國徽上，包括北朝鲜、前蘇聯和南斯拉夫聯邦。部份前蘇聯的加盟國以及前社会主义国家在东欧剧变和蘇聯解體後仍在國旗和國徽上保留了紅色五角星，如白俄罗斯国徽、莫桑比克国徽。
也有部份國家以近似的紅底黃色五角星作為標誌，如中華人民共和國和越南等；蒙古國的國旗上原本有一顆紅底黃色五角星，自從蒙古人民革命黨主導的共產主义政權结束统治後便予以移除。
古巴國旗所使用的是紅底白色五角星，但古巴国旗自1902年启用，其白色五角星象征古巴独立，并非因实行社会主义而采取五角星图案。古巴和寮國是現今沒有在國旗上出現象徵社會主義的紅色五角星的两个社會主義國家。
中國領土內的香港、澳門兩個特別行政區中，為了強調「香港與澳門是中華人民共和國不可分離的一部分」，在香港區旗和澳門區旗中可分別看到象徵中華人民共和國主權的五顆紅色五角星（香港）和五顆黃色五角星（澳門）。
社會主義國家的軍隊中，蘇聯紅軍、中國人民解放軍、越南人民軍與朝鮮人民軍皆以紅色或黃色五角星當作軍徽，常見於軍旗或軍機上頭，但俄羅斯空軍仍然沿用蘇聯時期的紅色五角星作為軍徽。
但同時亦有部份國家禁止在公眾場合使用紅星五角星作為標誌，如波兰、格鲁吉亚、拉脫維亞、立陶宛等。爱沙尼亚也曾經打算立法禁止，但在因違反了憲法中所賦予人民的言論自由而作罷。歐洲人權法院亦裁定佩帶紅色五角星是基本的人權。

### 組織
一些政黨和革命組織也以紅星五角星作為標誌。如委内瑞拉社会主义统一党、西德的紅軍派、墨西哥的薩帕塔民族解放運動等。
巴西勞工黨也以類似的紅底白星作為標誌。

## 其它
- 梅西百货公司和喜力的商標也有紅色五角星。
- 俄羅斯联邦国防部机关报名为《红星报》（俄语：Кра́сная звезда́,拉丁化：Krasnaya Zvezda）[5]。

## 旗幟

### 现存主权国家和地区

中华人民共和国国旗
香港特别行政区区旗
澳門特別行政區區旗
越南國旗
朝鮮國旗
吉布提國旗
阿爾及利亞國旗
新西蘭國旗
北塞浦路斯國旗
安哥拉國旗
布基納法索國旗
德涅斯特河沿岸国旗
津巴布韋國旗
突尼斯國旗
毛里塔尼亞國旗
莫桑比克國旗
巴拿馬國旗
剛果民主共和國國旗

### 历史上主权国家和地区

俄羅斯蘇維埃聯邦社會主義共和國國旗
白俄罗斯苏维埃社会主义共和国国旗
乌克兰苏维埃社会主义共和国国旗
摩尔达维亚苏维埃社会主义共和国国旗
哈萨克苏维埃社会主义共和国国旗
格鲁吉亚苏维埃社会主义共和国国旗
南斯拉夫国旗
匈牙利人民共和國國旗
羅馬尼亞社會主義共和國國旗
保加利亞人民共和國國旗
蒙古人民共和国国旗
图瓦人民共和国国旗
阿爾巴尼亞社會主義人民共和國國旗
中华苏维埃共和国国旗
中華共和國國旗
也门民主人民共和国国旗
越南南方共和国国旗
贝宁人民共和国国旗
刚果人民共和国国旗
莫桑比克人民共和国国旗
內蒙古自治政府旗幟
也门社会党党旗

## 国徽

### 现存主权国家和地区

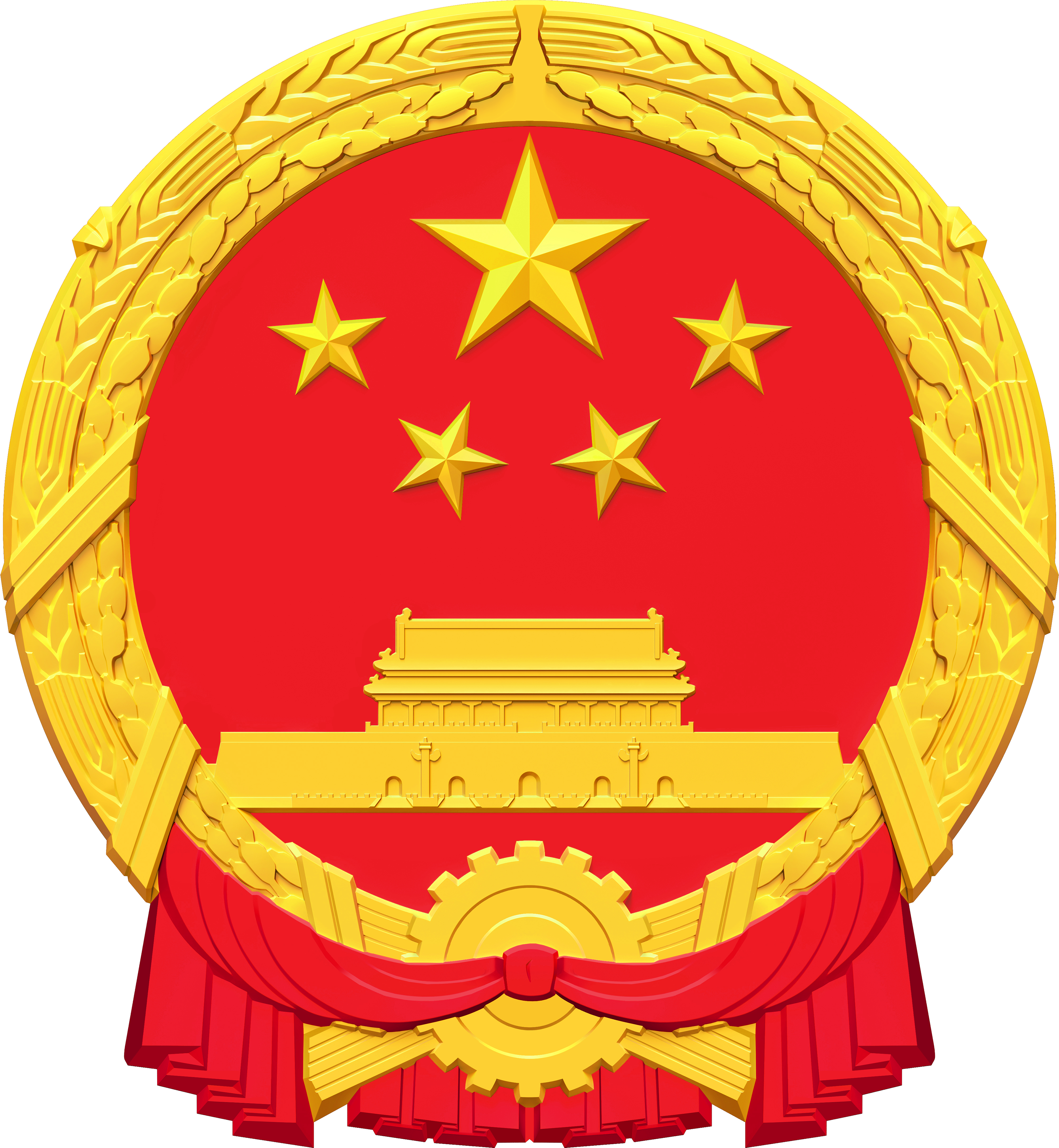
中华人民共和国国徽
香港特別行政區區徽
澳门特别行政区区徽
越南国徽
朝鲜国徽
吉布提国徽
土耳其官方徽章
哈薩克斯坦國徽
塔吉克斯坦國徽
意大利國徽
毛里塔尼亞國徽
布基納法索國徽
德涅斯特河沿岸国徽
卢甘斯克人民共和国国徽
莫桑比克国徽
白俄罗斯国徽
緬甸國徽
突尼斯國徽
阿拉伯撒哈拉民主共和國國徽
津巴布韋國徽
馬爾代夫國徽
孟加拉國國徽
印度尼西亞國徽

### 历史上主权国家和地区

蘇聯國徽
俄羅斯蘇維埃聯邦社會主義共和國國徽
白俄罗斯苏维埃社会主义共和国国徽
乌克兰苏维埃社会主义共和国国徽
摩尔达维亚苏维埃社会主义共和国国徽
哈萨克苏维埃社会主义共和国国徽
格鲁吉亚苏维埃社会主义共和国国徽
南斯拉夫社会主义联邦共和国国徽
匈牙利人民共和國國徽
羅馬尼亞社會主義共和國國徽
保加利亞人民共和國國徽
贝宁人民共和国国徽
剛果人民共和國國徽
布哈拉苏维埃人民共和国國徽
北朝鲜人民委员会徽章
內蒙古自治政府徽章
老挝国徽（1975—1991）
阿爾巴尼亞人民共和國國徽
蒙古人民共和國國徽
中华苏维埃共和国国徽
图瓦人民共和国国徽
捷克斯洛伐克国徽
也门民主人民共和国国徽
埃塞俄比亚人民民主共和国国徽
塞尔维亚社会主义共和国国徽
黑山社会主义共和国国徽
斯洛文尼亚社会主义共和国国徽
马其顿社会主义共和国国徽
波黑社会主义共和国国徽
克罗地亚人民共和国国徽
克罗地亚社会主义共和国国徽
外高加索社會主義聯邦蘇維埃共和國國徽
布基纳法索国徽（1984—1997）

## 其它

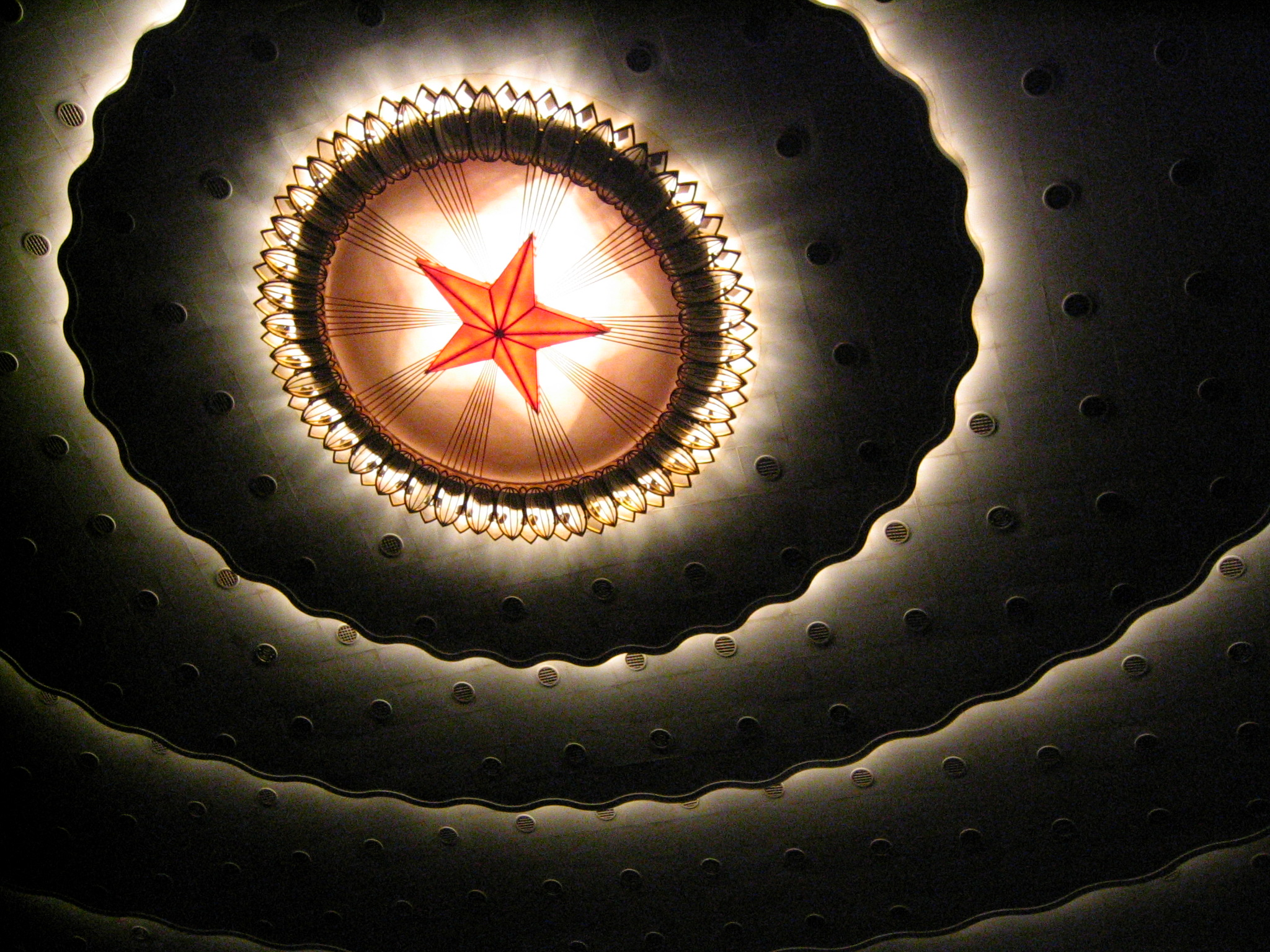
北京人民大會堂頂部的紅色五角星
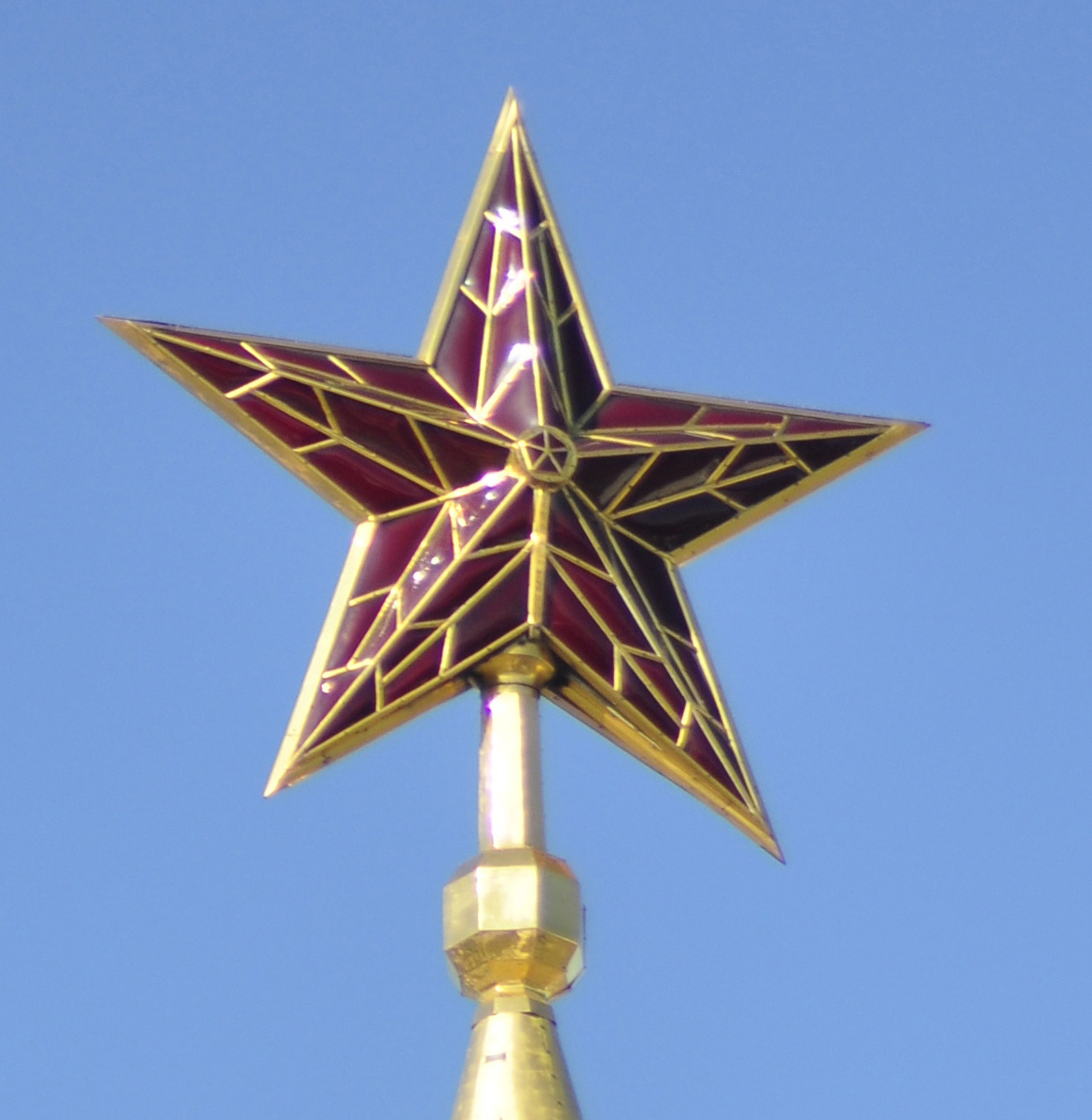
莫斯科克里姆林宫斯巴斯克塔的紅色五角星（英语：Kremlin stars）
荷兰喜力啤酒的商标左侧有红色五角星